# Nadleśnictwo Szklarska Poręba
Nadleśnictwo Szklarska Poręba – jednostka organizacyjna Lasów Państwowych podległa Regionalnej Dyrekcji Lasów Państwowych we Wrocławiu. Siedzibą nadleśnictwa jest Szklarska Poręba. W całości położone jest na terenie województwa dolnośląskiego, a w obecnych granicach funkcjonuje od 1 stycznia 1975 roku.
Terytorium nadleśnictwa znajduje się w Sudeckiej Krainie Przyrodniczo-Leśnej, w Sudetach Zachodnich. Nadleśnictwo Szklarska Poręba gospodaruje na łącznej powierzchni 14 210 hektarów. Na powierzchnię tę składają się 2 obręby: Szklarska Poręba i Piechowice.